# 奄美市立奄美小学校
奄美市立奄美小学校（あまみしりつあまみしょうがっこう）は、鹿児島県奄美市名瀬久里町に所在する公立小学校。

## 概要
歴史
1918年（大正7年）、経費節減のため、名瀬町内の尋常高等小学校（第一校と第二校）が合併し、名瀬尋常高等小学校となった。1919年（大正8年）には男女別学となり、男子は旧第一校へ、女子は旧第二校に分けられた。女子の学校は1921年（大正10年）に独立して名瀬女子尋常小学校となったが、1925年（大正14年）には廃され、名瀬尋常小学校の名称で新たに開校した。これが、奄美小学校の開校とみなされている。
校訓
「強く、正しく、最後まで」
校章
校名の「奄」の文字を図案化したデザインとなっている。
校歌
作詞は泉芳朗、作曲は赤地信による。歌詞は3番まであり、各番とも校名の入った「奄美子（あまみっこ）」で終わる。
通学区域
奄美市のうち「名瀬平田町、名瀬真名津町、名瀬古田町、名瀬春日町、名瀬小俣町、名瀬安勝町、名瀬久里町、名瀬石橋町」
中学校区は奄美市立名瀬中学校。

## 沿革
前史
- 1872年（明治5年）- 「名瀬郷校」が設立される。
- 1875年（明治8年）- 文部省により「名瀬小学校」の設置が認可される（奄美市立名瀬小学校の創立）。
- 1886年（明治19年）- 小学校令の施行により、簡易科（修業年限3年）を設置の上、「簡易名瀬小学校」に改称。
- 1888年（明治21年）7月 - 尋常科（修業年限4年）を設置の上、「尋常名瀬小学校」に改称。後に「名瀬尋常小学校」に改称。
- 1907年（明治40年）- 小学校令の改正により、義務教育年限（尋常科修業年限）が4年から6年に延長される。
  - 「名瀬第一尋常高等小学校」と「名瀬第二尋常高等小学校」の2校が設置される。
- 1918年（大正7年）- 名瀬第一尋常高等小学校と名瀬第二尋常高等小学校を統合し、「名瀬尋常高等小学校」とする。
- 1919年（大正8年）- 男女別学を開始。男子校は旧・第一尋常高等小学校、女子校は旧・第二尋常高等小学校校舎を使用。
- 1921年（大正10年）- 名瀬尋常高等小学校より女子部が分離し、「名瀬女子尋常高等小学校」として独立。
- 1925年（大正14年）4月1日 - 男女別学を解消し、「名瀬尋常高等小学校」と「名瀬尋常小学校」の2校に改組・改編。

正史
- 1925年（大正14年）4月1日 - 「名瀬尋常小学校」が開校。尋常科（修業年限6年）のみの小学校。
  - 当初の所在地 - 大島郡名瀬町金久配田1499番地
  - 通学区域 - 5～7区
  - 児童数 - 男子579名、女子471名、計1050名。
- 1935年（昭和10年）- 創立10周年を記念して図書館が完成。
- 1941年（昭和16年）4月1日 - 国民学校令の施行により、「大島郡名瀬町奄美国民学校」に改称。
  - 尋常科を初等科（修業年限6年）に改める。高等科（修業年限2年）を併置。
- 1945年（昭和20年）4月20日 - 大空襲により、校舎が全焼。
- 1946年（昭和21年）
  - 2月2日 - 奄美大島行政分離宣言が出される（アメリカ合衆国による占領が開始）。
  - 7月1日 - 「名瀬市奄美国民学校」となる。ただし、この時アメリカ占領下であったため、名瀬市は正式な市ではなかった。
  - 10月3日 - 臨時北部南西諸島政庁が管轄。
- 1948年（昭和23年）- 「名瀬市奄美小学校」と改称（児童数1402名）。幼稚園を併設。
  - 占領下のため、日本本土の学制改革より1年遅れての六・三制の実施であった。
  - 高等科は新制中学校「名瀬市名瀬中学校」に改組された。
- 1949年（昭和24年）
  - 4月 - 校歌を制定。
  - 7月 - PTAを結成。
- 1951年（昭和26年）- 南側木造校舎が完成。
- 1953年（昭和28年）
  - 9月11日 - 琉球政府予算によりブロック造2階建て校舎（8教室）が完成。
  - 12月25日 - 日本復帰により、「名瀬市奄美小学校」に改称。この時から名瀬市は地方自治法に定められた正式な市となる。
  - 児童数増加に対応するため、仮校舎を含め1959年（昭和34年）まで校舎建設が続く。
- 1958年（昭和33年）- この年度の児童数が最大の2,834名を記録する。
- 1959年（昭和34年）
  - 3月11日 - 給食調理室が完成し、完全給食を開始。
  - 4月1日 - 「名瀬市立奄美小学校」に改称（「立」が加わる）。名瀬市立伊津部小学校新設のため、校区を変更。
- 1960年（昭和35年）- 学校西側道路を廃止し、校地に含める。
- 1961年（昭和36年）4月1日 - 特殊学級を開設。
- 1965年（昭和40年）- プールが完成。
- 1967年（昭和42年）体育館が完成。校旗を制定。
- 1968年（昭和43年）- 鉄筋コンクリート造3階建ての新校舎が完成（現存）。
- 1975年（昭和50年）- 創立50周年記念式典を挙行。
- 1979年（昭和54年）- 中国引き揚げ児童に対応するため日本語学級（小鳩学級）を開設。
- 1980年（昭和55年）- 標準服を制定。
- 1986年（昭和61年）- 給食室が完成。
- 1989年（平成元年）- 鉄筋コンクリート造4階建ての新校舎が完成。
- 1990年（平成2年）- 東門が完成。
- 1992年（平成4年）- 校地拡大のため、配田が丘整備事業を実施。
- 1993年（平成5年）- 庭園が完成。
- 2001年（平成13年）- 附属幼稚園を併設。
- 2006年（平成18年）
  - 3月20日 - 奄美市の発足により、「奄美市立奄美小学校」（現校名）に改称。
  - 4月1日 - 附属幼稚園が名瀬幼稚園との統合により、併設を解消。
- 2007年（平成19年）- NHK「課外授業 ようこそ先輩」の収録が行われる。
- 2009年（平成21年）- プール改修工事を実施。
- 2010年（平成22年）- 3階建ての校舎を改築。
- 2015年（平成27年）- 毎月第2土曜日に土曜授業を開始。

## 著名な出身者
- 久保陽子（ピアニスト）
- 保岡宏武（政治家）

## 交通アクセス
最寄りのバス停
- しまバス「奄美小学校前」バス停

最寄りの幹線道路
- 国道58号

## 周辺
- 鹿児島県立奄美高等学校
- 鹿児島県立奄美図書館
- 近代消防防災センター